# 加利福尼亞州高速公路與快速公路系統

加州高速及快速公路系統路網圖

加利福尼亞州高速公路與快速公路系統是美國加利福尼亞州的高快速公路網，包括目前使用中及計畫中的高速公路及快速道路。

## 全線均為路網的一部份的公路
| - 5号州际公路 - 6号美国国道 - 7号加利福尼亚州州道 - 8號州際公路 - 10号州际公路 - 12号加利福尼亚州州道 - 14号加利福尼亚州州道 - 15号州际公路 - 15号加利福尼亚州州道 - 18号加利福尼亚州州道 - 19号加利福尼亚州州道 - 24号加利福尼亚州州道 - 27号加利福尼亚州州道 - 28号加利福尼亚州州道 - 29号加利福尼亚州州道 - 32号加利福尼亚州州道 - 34号加利福尼亚州州道 - 37号加利福尼亚州州道 - 40号加利福尼亚州州道 - 44号加利福尼亚州州道 - 47号加利福尼亚州州道 - 50号美国国道 - 51号加利福尼亚州州道 - 52号加利福尼亚州州道 - 53号加利福尼亚州州道 - 54号加利福尼亚州州道 - 55号加利福尼亚州州道 - 56号加利福尼亚州州道 - 57号加利福尼亚州州道 - 59号加利福尼亚州州道 - 60号加利福尼亚州州道 - 63号加利福尼亚州州道 - 65号加利福尼亚州州道 - 66号加利福尼亚州州道 - 67号加利福尼亚州州道 - 68号加利福尼亚州州道 - 70号加利福尼亚州州道 - 71号加利福尼亚州州道 - 72号加利福尼亚州州道 - 73号加利福尼亚州州道 - 74号加利福尼亚州州道 - 75号加利福尼亚州州道 - 78号加利福尼亚州州道 - 80号州际公路 - 82号加利福尼亚州州道 - 83号加利福尼亚州州道 - 85号加利福尼亚州州道 - 86号加利福尼亚州州道 - 87号加利福尼亚州州道 - 90号加利福尼亚州州道 - 91号加利福尼亚州州道 - 93号加利福尼亚州州道 - 96号加利福尼亚州州道 - 97号加利福尼亚州州道 - 98号加利福尼亚州州道 - 99号加利福尼亚州州道 - 102号加利福尼亚州州道 - 103号加利福尼亚州州道 - 104号加利福尼亚州州道 - 105号加利福尼亚州州道 - 107号加利福尼亚州州道 - 108号加利福尼亚州州道 | - 109号加利福尼亚州州道 - 110号州际公路 - 114号加利福尼亚州州道 - 115号加利福尼亚州州道 - 118号加利福尼亚州州道 - 121号加利福尼亚州州道 - 122号加利福尼亚州州道 - 124号加利福尼亚州州道 - 125号加利福尼亚州州道 - 126号加利福尼亚州州道 - 129号加利福尼亚州州道 - 130号加利福尼亚州州道 - 131号加利福尼亚州州道 - 134号加利福尼亚州州道 - 136号加利福尼亚州州道 - 139号加利福尼亚州州道 - 140号加利福尼亚州州道 - 144号加利福尼亚州州道 - 145号加利福尼亚州州道 - 146号加利福尼亚州州道 - 147号加利福尼亚州州道 - 149号加利福尼亚州州道 - 150号加利福尼亚州州道 - 151号加利福尼亚州州道 - 153号加利福尼亚州州道 - 154号加利福尼亚州州道 - 155号加利福尼亚州州道 - 156号加利福尼亚州州道 - 158号加利福尼亚州州道 - 161号加利福尼亚州州道 - 162号加利福尼亚州州道 - 163号加利福尼亚州州道 - 164号加利福尼亚州州道 - 165号加利福尼亚州州道 - 167号加利福尼亚州州道 - 169号加利福尼亚州州道 - 172号加利福尼亚州州道 - 173号加利福尼亚州州道 - 174号加利福尼亚州州道 - 175号加利福尼亚州州道 - 177号加利福尼亚州州道 - 179号加利福尼亚州州道 - 181号加利福尼亚州州道 - 182号加利福尼亚州州道 - 183号加利福尼亚州州道 - 184号加利福尼亚州州道 - 185号加利福尼亚州州道 - 186号加利福尼亚州州道 - 187号加利福尼亚州州道 - 188号加利福尼亚州州道 - 189号加利福尼亚州州道 - 191号加利福尼亚州州道 - 192号加利福尼亚州州道 - 195号加利福尼亚州州道 - 197号加利福尼亚州州道 - 199号美国国道 - 200号加利福尼亚州州道 - 201号加利福尼亚州州道 - 202号加利福尼亚州州道 - 203号加利福尼亚州州道 - 204号加利福尼亚州州道 - 205號州際公路 - 207号加利福尼亚州州道 | - 210号州际公路 - 210号加利福尼亚州州道 - 211号加利福尼亚州州道 - 213号加利福尼亚州州道 - 215号加利福尼亚州州道 - 216号加利福尼亚州州道 - 217号加利福尼亚州州道 - 218号加利福尼亚州州道 - 219号加利福尼亚州州道 - 220号加利福尼亚州州道 - 221号加利福尼亚州州道 - 222号加利福尼亚州州道 - 223号加利福尼亚州州道 - 225号加利福尼亚州州道 - 229号加利福尼亚州州道 - 230号加利福尼亚州州道 - 232号加利福尼亚州州道 - 233号加利福尼亚州州道 - 236号加利福尼亚州州道 - 237号加利福尼亚州州道 - 238號州際公路 - 238号加利福尼亚州州道 - 241号加利福尼亚州州道 - 242号加利福尼亚州州道 - 243号加利福尼亚州州道 - 244号加利福尼亚州州道 - 245号加利福尼亚州州道 - 246号加利福尼亚州州道 - 247号加利福尼亚州州道 - 253号加利福尼亚州州道 - 254号加利福尼亚州州道 - 255号加利福尼亚州州道 - 259号加利福尼亚州州道 - 261号加利福尼亚州州道 - 262号加利福尼亚州州道 - 263号加利福尼亚州州道 - 265号加利福尼亚州州道 - 266号加利福尼亚州州道 - 267号加利福尼亚州州道 - 269号加利福尼亚州州道 - 270号加利福尼亚州州道 - 271号加利福尼亚州州道 - 273号加利福尼亚州州道 - 275号加利福尼亚州州道 - 280號州際公路 - 282号加利福尼亚州州道 - 283号加利福尼亚州州道 - 284号加利福尼亚州州道 - 330号加利福尼亚州州道 - 371号加利福尼亚州州道 - 380號州際公路 - 405號州際公路 - 505號州際公路 - 580號州際公路 - 605號州際公路 - 605号加利福尼亚州州道 - 680號州際公路 - 710號州際公路 - 710号加利福尼亚州州道 - 780號州際公路 - 805號州際公路 - 880號州際公路 - 980號州際公路 |

## 僅部份納入系統路網的公路
| - 1号加利福尼亚州州道 - 2号加利福尼亚州州道 - 3号加利福尼亚州州道 - 4号加利福尼亚州州道 - 13号加利福尼亚州州道 - 16号加利福尼亚州州道 - 17号加利福尼亚州州道 - 20号加利福尼亚州州道 - 22号加利福尼亚州州道 - 23号加利福尼亚州州道 - 25号加利福尼亚州州道 - 26号加利福尼亚州州道 - 33号加利福尼亚州州道 | - 35号加利福尼亚州州道 - 36号加利福尼亚州州道 - 38号加利福尼亚州州道 - 39号加利福尼亚州州道 - 41号加利福尼亚州州道 - 43号加利福尼亚州州道 - 45号加利福尼亚州州道 - 46号加利福尼亚州州道 - 49号加利福尼亚州州道 - 58号加利福尼亚州州道 - 62号加利福尼亚州州道 - 76号加利福尼亚州州道 - 77号加利福尼亚州州道 | - 79号加利福尼亚州州道 - 84号加利福尼亚州州道 - 86S号加利福尼亚州州道 - 91号加利福尼亚州州道 - 92号加利福尼亚州州道 - 94号加利福尼亚州州道 - 95号加利福尼亚州州道 - 101号美国国道 - 110号加利福尼亚州州道 - 111号加利福尼亚州州道 - 113号加利福尼亚州州道 - 116号加利福尼亚州州道 - 120号加利福尼亚州州道 | - 127号加利福尼亚州州道 - 128号加利福尼亚州州道 - 132号加利福尼亚州州道 - 133号加利福尼亚州州道 - 135号加利福尼亚州州道 - 137号加利福尼亚州州道 - 138号加利福尼亚州州道 - 142号加利福尼亚州州道 - 152号加利福尼亚州州道 - 160号加利福尼亚州州道 - 166号加利福尼亚州州道 - 168号加利福尼亚州州道 - 170号加利福尼亚州州道 | - 178号加利福尼亚州州道 - 180号加利福尼亚州州道 - 190号加利福尼亚州州道 - 193号加利福尼亚州州道 - 198号加利福尼亚州州道 - 227号加利福尼亚州州道 - 281号加利福尼亚州州道 - 299号加利福尼亚州州道 - 395号美国国道 - 905号加利福尼亚州州道 |

## 計畫道路
- 11号加利福尼亚州州道
- 48号加利福尼亚州州道
- 64号加利福尼亚州州道
- 81号加利福尼亚州州道
- 100号加利福尼亚州州道
- 102号加利福尼亚州州道
- 123号加利福尼亚州州道
- 143号加利福尼亚州州道
- 148号加利福尼亚州州道